# منتخب بلجيكا لكأس فيد
منتخب بلجيكا لكأس فيد (بالفرنسية: Équipe de Belgique de Fed Cup)‏ هو ممثل بلجيكا الرسمي في كرة المضرب في كأس فيد.